# Queen of My Heart
Queen of My Heart è un film muto del 1917 diretto da Albert Ward.

## Produzione
Il film fu prodotto dalla Clarendon.

## Distribuzione
Distribuito dalla Globe, il film - di cui non si conosce né la durata né la data di uscita nelle sale - viene considerato una pellicola perduta.